# Povos isolados na Amazônia
Os povos isolados na Amazônia são comunidades indígenas que residem na Amazônia e escolheram o isolamento como um modo de vida, mantendo distância dos não-indígenas (sociedade ocidental, missionários, madeireiros) ou distância de outras etnias indígenas. Um dos principais motivos é não concordar com a economia baseado no lucro, pois na maioria das vezes o contato comercial resultou em mortes.
A Amazônia Natural,(pt-BR) ou Amazónia Natural,(pt-PT?) é uma floresta latifoliada úmida que faz parte da Bacia Amazônica (Marañon, Solimões, Amazonas), com cinco milhões de km² distribuído por nove países da América do Sul: Brasil, Bolívia, Peru, Colômbia, Equador, Venezuela, Guiana, Guiana Francesa e, Suriname.
É enganadora a ideia de que ainda existam povos que nunca fizeram contato desde a colonização europeia na região, pois os grupos isolados em sua maioria já tiveram longas relações com segmentos do governo brasileiro, que decidiram voltar ao isolamento. Como por exemplo os Apiaká do Matrinxã e os Katawixi, tiveram contatos com a sociedade da região, mas tiveram problema de convívio e ocupação das terras e, assim decidiram isolar-se novamente de novos contatos. Desta forma, o isolamento representa uma opção de refúgio dos indígenas, o conceito de isolados é sobre não ter contato regular com a sociedade no entorno. Na região do rio Tanaru (Rondônia), vive uma pessoa sobrevivente de um provável massacre de seu povo feito por pecuaristas que ocuparam a região. Desde então (1996), a Funai tenta oferecer-lhe assistência, mas sempre que seu acampamento é identificado, este muda de local para evitar o contato. Com frequência a Funai tenta fazer contato com grupos que estão em situações de risco, porém muitos recusam a ajuda.
De acordo com o Conselho Indigenista Missionário (Cimi), o isolamento é mais comum na Amazônia brasileira devido às características geográficas, como por exemplo na Terra Indígena Vale do Javari; apesar de também ocorrer em menor número no cerrado brasileiro, no Gran Chaco (entre o Paraguai e a Bolívia), nas ilhas da Nova Guiné e no Sul da Índia. De acordo com o antropólogo Tiago Moreira, do Instituto Socioambiental (ISA), esses povos apenas deixam o isolamento para pedir ajuda diante de ameaça à sua existência. Este pedido pode ocorrer de modo sutil. "Muitas vezes, esses povos têm contato esporádico (intermitente), com outros povos indígenas, por meio dos quais conseguem até ter acesso a instrumentos de metal (como facão e machado)". Na década de 1980, vários contatos com esses povos terminarem em "tragédia" e morte, assim a Fundação Nacional dos Povos Indígenas (Funai) junto com antropólogos e indigenistas criaram a "política de não contato".
Nesta mesma década, durante o processo de redemocratização do Brasil após o regime militar, um período de grande mobilização da sociedade civil em defesa dos direitos, o Conselho Indigenista Missionário (CIMI) e a Operação Anchieta (OPAN) realizaram na cidade brasileira de Cuiabá (Mato Grosso), um encontro para discutir questões relativas aos indígenas isolados, com várias organizações não governamentais: União das Nações Indígenas (UNI), Centro Ecumênico de Documentação Indígena (CEDI), Centro de Trabalho Indigenista (CTI), Comissão Pró-Índio de São Paulo (CPI-SP), e FUNAI. De acordo com o o Instituto Socioambiental (ISA) a situação estava tão grave que motivou um encontro geral (de indigenistas, antropólogos, missionários, advogados e, indígenas) na tentativa de estabelecer uma defesa físico-cultural dos isolados. Principalmente com a abertura de estradas e projetos de infraestrutura a partir de 1970, somado a mineração, que fizeram esses povos sofrerem e ocorrer a redução populacional devido o contato forçado com frentes de "desenvolvimento" e  doenças. Como por exemplo, os Tapayuna que foram transferidos do rio Arinos para o rio Xingu; os Panará do rio Peixoto Azevedo que foram contactados em 1973 para iniciar a construção da BR-163, foram transferidos ao Parque Indígena do Xingu onde ocorreu a redução de 400 para 87 pessoas; os Waimiri Atroari foram forçados a ter contato para iniciar a construção da BR-174, que passaria pela Terra Indígena, levou a uma redução populacional de cerca de três mil para 500 pessoas.
Em junho de 1987, após vinte anos da fundação da FUNAI, sertanistas preocupados com a política de atração então praticada no Brasil, organizaram o I Encontro de Sertanistas, promovido pelo órgão indigenista governamental, coordenado pelo sertanista Sydney F. Possuelo. Que fundamentou a mudança do paradigma principal do indigenísmo brasileiro do “contato” para o de “não-contato” e proteção dos isolados.
"Aprendemos, nestes anos todos de história do indigenismo oficial no Brasil, que a atração de índios isolados ocorre normalmente por dois fatores: primeiro, quando estes índios estão em territórios objetos da cobiça de algum empreendimento econômico privado, obstaculizando o seu pleno desenvolvimento e; segundo, quando ocupam áreas de interesse de empreendimentos governamentais. Tanto num caso como no outro, o SPI, e depois a FUNAI, envidaram esforços para alocar seus sertanistas com a finalidade de contatar estes índios tanto para livrá-los das ameaças das frentes de expansão, como para dar condições de desenvolvimento a projetos governamentais e privados sem este entrave."
Os indigenistas protegem os povos isolados através dos rastros na mata (arcos/flechas, artefatos, restos de alimentos e itens de acampamentos). No Brasil, esta proteção é feita pelo órgão Fundação Nacional dos Povos Indígenas (Funai), que atua através da Coordenação-Geral de Índios Isolados e de Recente Contato. Como não existe uma comunicação verbal com os povos isolados, estes são identificados a partir da região geográfico em que vivem, como por exemplo: "isolados do Alto Xeruã", "isolados do Rio Copaca/Uarini" e, "isolados do Igarapé Lambança".
Na Amazônia peruana, é outra área onde reside um grade grupo de indígenas isolados, os Mashco Piro, que somam aproximadamente 750 indivíduos. Segundo a organização Survival International, na década de 1880, este território começou a ser invadido por trabalhadores da extração de látex.

## Vale do Javari
Remota inclusive para os padrões amazônicos, a Terra Indígena Vale do Javari é a região do planeta com maior concentração de povos isolados. Há séculos, esses indígenas compartilham território com os demais.
| “                                                  | A minha família, por exemplo, planta roçado, e os indígenas isolados vão lá colher banana, mudar de plantas e outras coisas lá das nossas roças. | ” |
| — Beto Marubo, líder indígena integrante da Unjava | |   |

Uma das ameaças aos povos isolados é a evangelização. De acordo com Beto Marubo, da União dos Povos Indígenas do Vale do Javari (Unjava), esta associação já precisou retirar missionários norte-americanos de dentro da região do rio Itaguaí. Ele ainda aponta que o governo de Jair Bolsonaro chegou a colocar um missionário para coordenar o setor de índios isolados.
Outras ameaças são o narcotráfico de drogas e as quadrilhas organizadas dentro das casas indígenas; que prosperam porque a Funai não tem poder de polícia. O assassinato de Dom e Bruno no Vale do Javari é um exemplo dessa situação. Para o enfrentamento dessas questões, Beto Marubo acredita que as forças armadas brasileiras (Exército, Aeronáutica, Marinha) junto com o Ibama e a Funai precisam participar.
| “             | Meus ancestrais falavam de missionários católicos da Espanha e de Portugal, de barões da borracha peruanos e empresas madeireiras. As histórias que minha geração conta são de missionários evangélicos fundamentalistas, mineradores ilegais e gangues de pescadores financiadas por redes de tráfico de drogas. | ” |
| — Beto Marubo | |   |

## Isolados
| Akuntsu                                        | TI Araribóia, TI Alto Turiaçu, TI Caru   | [ 12 ] [ 13 ] [ 14 ] [ 15 ] |
| Amondawa                                       | TI Araribóia, TI Alto Turiaçu, TI Caru   | [ 12 ] [ 13 ] [ 14 ] [ 15 ] |
| Arara                                          | TI Arara do Rio Branco                   | [ 16 ]                      |
| Araweté                                        | TI Arara do Rio Branco                   | [ 16 ]                      |
| Asháninka / Kampa / Anti / Chuncho / Pilcozone |                                          | [ 17 ]                      |
| Asurini                                        | TI Arara do Rio Branco, TI Koatinemo     | [ 16 ] [ 18 ]               |
| Awás-canoeiros                                 | TI Awa-Canoeiro                          | [ 17 ] [ 19 ]               |
| Awá-Guajá                                      | TI Araribóia, TI Alto Turiaçu, TI Caru   | [ 12 ] [ 13 ] [ 14 ] [ 15 ] |
| Ayoreo                                         |                                          | [ 17 ]                      |
| Canoê                                          | TI Araribóia, TI Alto Turiaçu, TI Caru   | [ 12 ] [ 13 ] [ 14 ] [ 15 ] |
| Carabayo / Arojes                              |                                          | [ 17 ]                      |
| Guaviare                                       |                                          | [ 17 ]                      |
| Guajá isolados e Ka'apor                       | TI Araribóia                             | [ 13 ] [ 21 ]               |
| Hoti                                           |                                          | [ 17 ]                      |
| Huaorani Guyana / Wayapi / Oiampis / Wajãpi    |                                          | [ 17 ]                      |
| Isconahua                                      |                                          | [ 17 ]                      |
| Isolados Akurio                                | Parque Tumucumaque                       | [ 22 ]                      |
| Isolados Bananeira                             | TI Uru-Eu-Wau-Wau                        | [ 23 ]                      |
| Isolados da Arara                              | TI Arara do Rio Branco                   | [ 16 ]                      |
| Isolados da Aripuanã                           | TI Aripuanã                              | [ 17 ] [ 24 ]               |
| Isolados da Cabeceira do Camanaú               | TI Alto Tarauacá                         | [ 25 ]                      |
| Isolados da Serra da Estrutura                 | TI Yanomami                              | [ 26 ]                      |
| Isolados do Alto Jutaí                         | TI Vale do Javari                        | [ 27 ]                      |
| Isolados do Alto Rio Humaitá                   | TI Rio Humaitá                           | [ 28 ]                      |
| Isolados do Alto Rio Ipitinga                  | TI Rio Paru d'Este                       | [ 29 ] [ 30 ]               |
| Isolados do Alto Tarauacá                      | TI Alto Tarauacá                         | [ 25 ]                      |
| Isolados do Amajari                            | TI Yanomami                              | [ 26 ]                      |
| Isolados do Auaris/Fronteira                   | TI Yanomami                              | [ 26 ]                      |
| Isolados do Baixo Rio Cauaburis                | TI Yanomami                              | [ 26 ]                      |
| Isolados do Cautário                           | TI Uru-Eu-Wau-Wau                        |                             |
| Isolados do Citaré                             | Parque Tumucumaque                       | [ 22 ]                      |
| Isolados do Ipiaçava                           | TI Ituna/Itatá                           | [ 31 ]                      |
| Isolados do Jaminawá                           | TI Alto Envira                           | [ 32 ]                      |
| Isolados do Taboca                             | TI Igarapé Taboca                        | [ 33 ]                      |
| Isolados do Tanaru                             |                                          |                             |
| Isolados do Pardo                              | TI Alto Tarauacá                         | [ 25 ]                      |
| Isolados Parawa u                              | TI Yanomami                              | [ 26 ]                      |
| Isolados Surucucu/Kataroa                      | TI Yanomami                              | [ 26 ]                      |
| Isolados do Envira                             | TI Kampa                                 | [ 34 ]                      |
| Isolados do Igarapé Cravo                      | TI Vale do Javari                        | [ 27 ]                      |
| Isolados do Igarapé Oriente                    | TI Uru-Eu-Wau-Wau                        | [ 23 ]                      |
| Isolados do Igarapé Tiradentes                 | TI Uru-Eu-Wau-Wau                        | [ 23 ]                      |
| Isolados do Igarapé Alerta                     | TI Vale do Javari                        | [ 27 ]                      |
| Isolados do Igarapé Amburus                    | TI Vale do Javari                        | [ 27 ]                      |
| Isolados do Igarapé Flecheira                  | TI Vale do Javari                        | [ 27 ]                      |
| Isolados do Igarapé Inferno                    | TI Vale do Javari                        | [ 27 ]                      |
| Isolados do Igarapé Lambança                   | TI Vale do Javari                        | [ 27 ]                      |
| Isolados do Igarapé Nauá                       | TI Vale do Javari                        | [ 27 ]                      |
| Isolados do Igarapé Pedro Lopes                | TI Vale do Javari                        | [ 27 ]                      |
| Isolados do Igarapé São José                   | TI Vale do Javari                        | [ 27 ]                      |
| Isolados do Igarapé São Salvador               | TI Vale do Javari                        | [ 27 ]                      |
| Isolados do Jandiatuba                         | TI Vale do Javari                        | [ 27 ]                      |
| Isolados do Iriri Novo                         | TI Menkragnoti                           | [ 35 ]                      |
| Isolados do Médio Jatapu                       | TI Trombetas/Mapuera                     | [ 36 ] [ 37 ]               |
| Isolados do Rio Acre                           | TI Cabeceira do Rio Acre                 | [ 38 ]                      |
| Isolados do Rio Bóia/Curuena                   | TI Vale do Javari                        | [ 27 ]                      |
| Isolados do Rio Cachorro                       | TI Trombetas/Mapuera                     | [ 36 ] [ 37 ]               |
| Isolados do Rio Coari                          | TI Vale do Javari                        | [ 27 ]                      |
| Isolados do Rio Esquerdo                       | TI Vale do Javari                        | [ 27 ]                      |
| Isolados do Rio Itaquaí                        | TI Vale do Javari                        | [ 27 ]                      |
| Isolados do Rio Kaxpakuru/Igarapé Água Fria    | TI Kaxuyana-Tunayana                     | [ 39 ]                      |
| Isolados do Rio Pedra                          | TI Vale do Javari                        | [ 27 ]                      |
| Isolados do Rio dos Peixes                     | TI Apiaká-Kayabi                         | [ 40 ]                      |
| Isolados do Riozinho do Alto Envira            | TI Alto Envira                           | [ 32 ]                      |
| Isolados do Pitinga / Nhamunda-Mapuera         | TI Kaxuyana-Tunayana                     | [ 39 ]                      |
| Isolados do Presídio                           | Terra Indígena Caru                      | [ 17 ] [ 41 ]               |
| Isolados do Pontal                             | TI Apiaká do Pontal                      | [ 42 ] [ 43 ] [ 44 ]        |
| Isolados do Rio Quixito                        | TI Vale do Javari                        | [ 27 ]                      |
| Isolados do Rio Fresco                         | TI Kayapó                                | [ 13 ] [ 45 ]               |
| Isolados do Tanaru                             | TI Tanaru                                | [ 46 ]                      |
| Isolados Hi-Merimã                             | TI Hi-Merimã                             | [ 17 ] [ 47 ] [ 48 ] [ 49 ] |
| Isolados Karafawyana / Karapawyana             | TI Trombetas/Mapuera                     | [ 36 ] [ 37 ]               |
| Isolados Katawixi                              | TI Jacareúba/Katawixi                    | [ 50 ]                      |
| Isolados Korubo / Caceteiros                   | TI Vale do Javari                        | [ 27 ]                      |
| Isolados Maku                                  | TI Rio Teá                               | [ 51 ]                      |
| Isolados Mengra Mrari / kayapó                 | TI Menkragnoti                           | [ 35 ]                      |
| Isolados Pirititi                              | TI Pirititi                              | [ 52 ]                      |
| Isolados Piriutiti                             | TI Waimiri Atroari                       | [ 53 ]                      |
| Isolados Pituiaro / Kayapó                     | TI Kayapó                                | [ 13 ] [ 45 ]               |
| Isolados Masko / Masho-Piro                    | TI Mamoadate                             | [ 13 ] [ 54 ]               |
| Kakataibo                                      |                                          | [ 17 ]                      |
| Kawahiva Isolado do Muquii                     | TI Uru-Eu-Wau-Wau                        | [ 23 ]                      |
| Korubo                                         | TI Arara do Rio Branco, TI Alto Tarauacá | [ 16 ] [ 25 ]               |
| Kugapakori                                     |                                          | [ 17 ]                      |
| Parakanã                                       | TI Arara do Rio Branco                   | [ 16 ]                      |
| Parquenahua                                    |                                          | [ 17 ]                      |
| Piaroa / Wöthüha                               |                                          | [ 17 ]                      |
| Pisabo                                         |                                          | [ 17 ]                      |
| Nanti                                          |                                          | [ 17 ]                      |
| Matis                                          | TI Alto Tarauacá                         | [ 25 ]                      |
| Mastanahua                                     |                                          | [ 17 ]                      |
| Massaco Isolados                               | TI Massaco                               | [ 17 ] [ 55 ]               |
| Murunahua                                      |                                          | [ 17 ]                      |
| Rikbaktsa                                      | TI Escondido                             | [ 13 ] [ 56 ]               |
| Suruwahá                                       | TI Arara do Rio Branco                   | [ 16 ]                      |
| Totobiegosode                                  |                                          | [ 17 ]                      |
| Uru-Eu-Wau-Wau                                 | TI Araribóia, TI Alto Turiaçu, e TI Caru | [ 12 ] [ 13 ] [ 14 ] [ 15 ] |
| Wapishana Peru - Morunahua                     |                                          | [ 17 ]                      |
| Xinane Isolados                                | TI Alto Tarauacá                         | [ 25 ]                      |
| Yanomami                                       | TI Arara do Rio Branco                   | [ 16 ]                      |
| Yora                                           |                                          | [ 17 ]                      |
| Zo’é                                           | TI Arara do Rio Branco                   | [ 16 ]                      |

Indígenas de recente contato: Kanamari, Marubo, Matis, Mayoruna, Kaxinawá, Ashaninka, Kulina, Jamamadi, Jarawara, Kanamanti, Banawá, Guajajara, Wai-Wai, Hixkariana, Tiriyó.